# 沙東宮
23°46′13″N 120°42′28″E / 23.770273°N 120.707677°E
沙東宮，是位於臺灣南投縣竹山鎮延平里、臺3線旁的鄭成功廟，春秋大祭由地方首長擔任主祭。

## 沿革

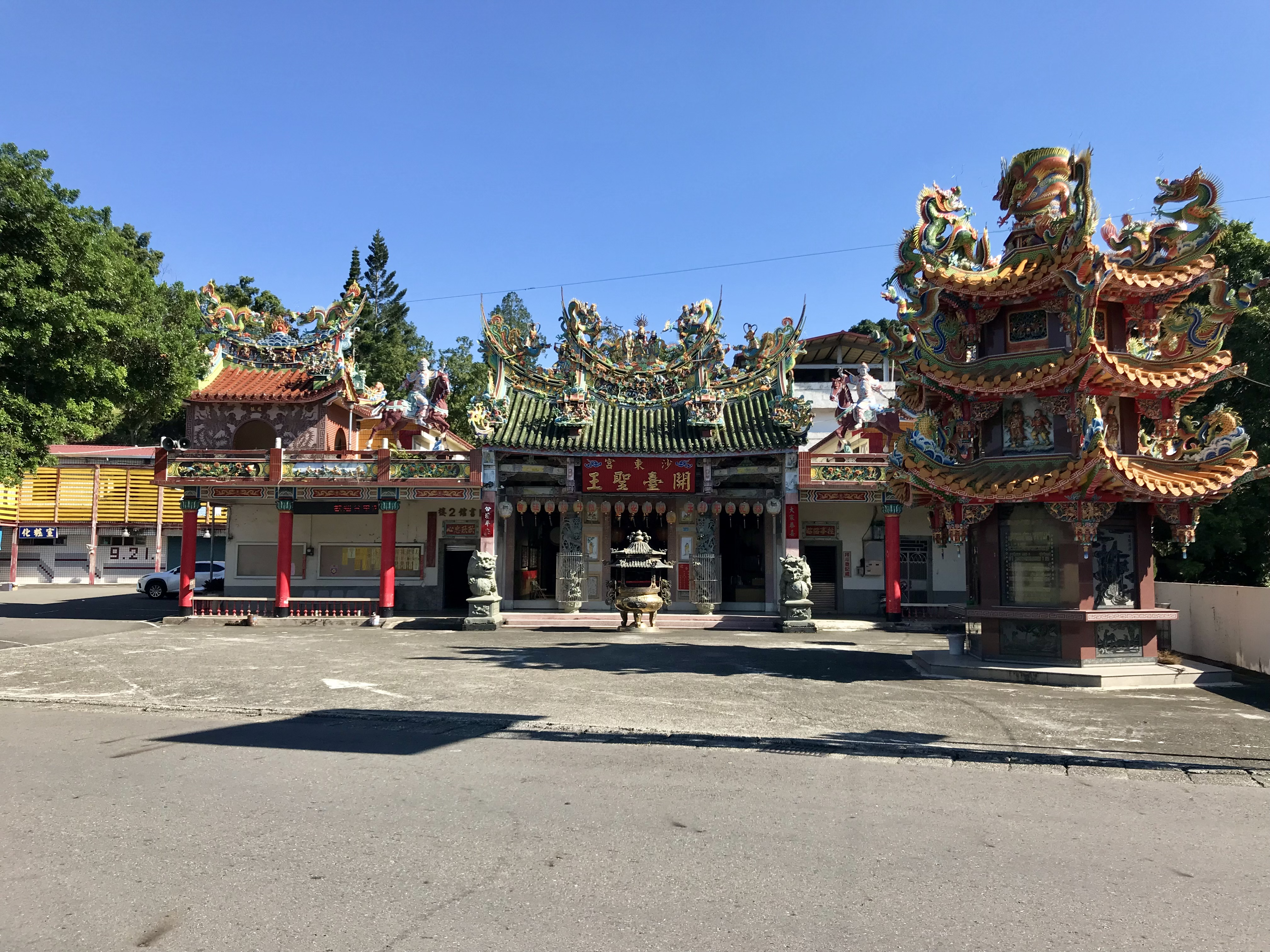
沙東宮

沙東宮所在延平里，多以祖先來自福建南靖的劉姓居民為主。該廟建廟傳說是沙東宮原址有一座土地祠，嘉慶七年（1802年），居民發現廟旁大樹有一座會發亮的國姓爺香火袋，因此闢建石室並雕塑國姓爺鄭成功的神像奉祀。至今廟方保存一尊數百多年歷史的土地公石雕像。咸豐六年（1856年），地方生員劉漢中倡募捐款重修，正式命廟名為「沙東宮」。
1920年，林圯埔公學校使用廂房作東埔蚋分校，為今日的竹山鎮延平國小。今廟貌為1970年修築，地處臺3線的交通樞紐。九二一地震後，廟方的竹山照鏡台公園受損，於2002年8月27日重新啟用。

## 文物
廟內有「威振東海」、「開疆護國」、「開台第一」等古匾。其中的「沛然下雨」匾，是1919年斗六久旱不雨，地方人士來此求雨後作為感謝。廟方還收藏刻寫「東埔蚋溪開台聖王公記」的古印章，原屬於日治時期擔任沙東宮廟務的劉清池，2002年2月27日其孫子劉進德歸還廟方，由主任委員劉朝碧接受。

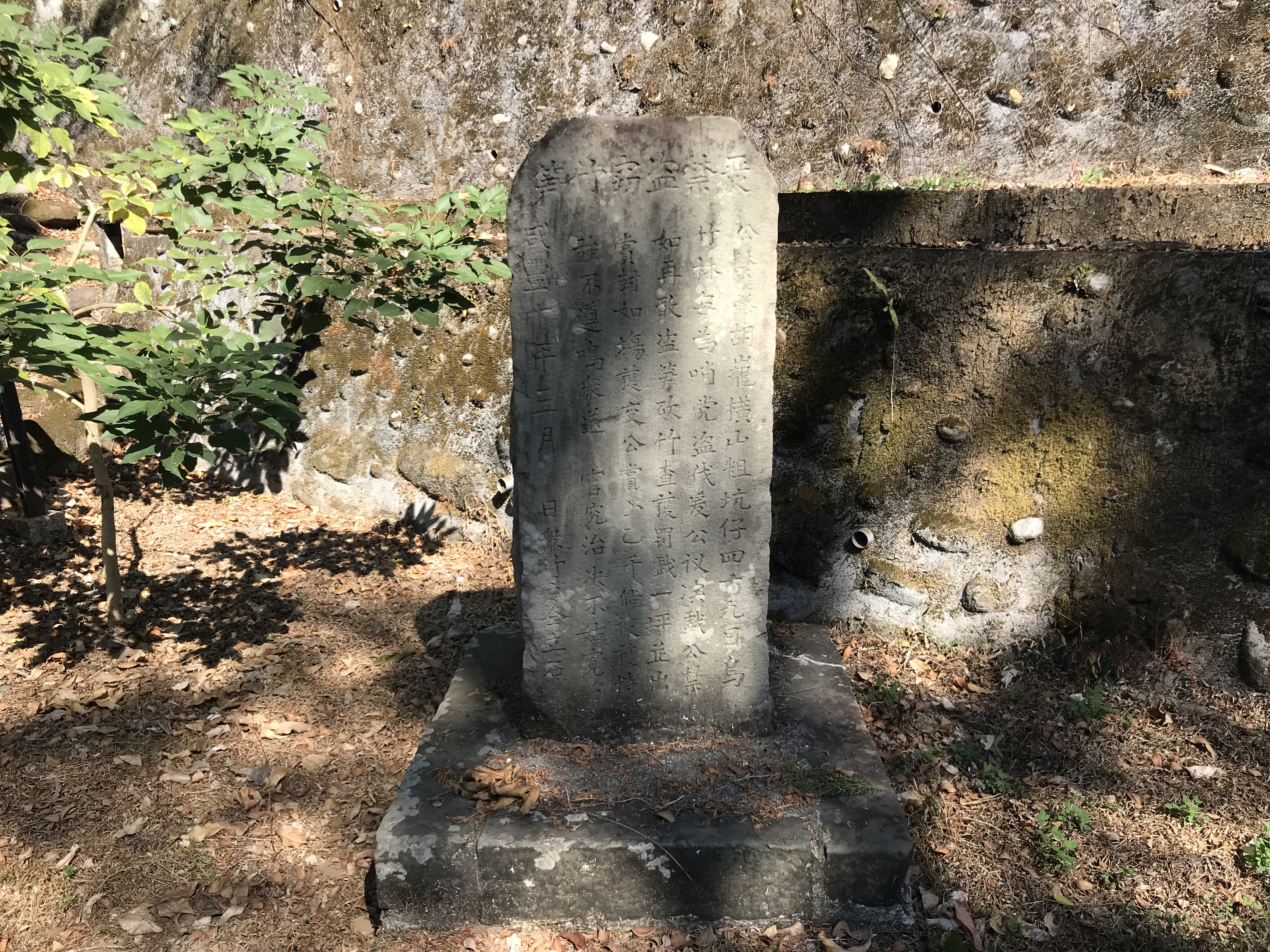
嚴禁竊盜竹笋碑

廟宇後有一座咸豐年間立的嚴禁竊盜竹笋碑，規定如果有人偷採竹筍被抓，就必須在廟前演戲謝罪。2001年10月9日，南投縣文化局公布南投縣歷史建築十景票選，該碑入選。

## 祭祀
自1974年縣長劉裕猷指示後，每逢農曆正月十六日春祭由縣長擔任主祭官、國曆8月27日秋祭由鎮長主祭。歷年來縣府對於沙東宮春、秋祭典一向編列補助預算，如2005年為新台幣6萬元整。
沙東宮除了主祀鄭成功外，配祀神農大帝、中壇元帥、城隍爺、劉國軒、福德正神等。其中一尊刻意雕成斷掉左臂、軍人模樣的民主公王像，因與一山之隔的社頭湳雅劉姓祖厝有同信仰，被認為與南靖劉姓有密切關聯。逢三月初三玄天上帝誕辰，會在前殿放上居民輪流奉祀一尊玄天上帝神像，奇特的是該神兩肩膀上各刻有一尊攜劍、插刀的部將。
右廂房的林圮神像，則是2002年1月15日晚新增。該年11月1日，廟方舉行建立兩百周年慶時，竹山鎮長陳亮宏還特定身著古裝成林杞，與信徒從沙東宮出發，沿集山路、大明路、頂橫街與埔頭街，再原路回到起點，以紀念先民開墾竹山。